# Benjamin Lima
Benjamin Franklin de Araujo Lima, também conhecido como Benjamin Lima (Óbidos-PA, 27.11.1885 - Rio de Janeiro, 9.1.1948 ), foi um teatrólogo, crítico literário, advogado, professor e jornalista brasileiro. Nascido em Óbidos, estado do Pará, foi para Manaus, onde passou sua infância e juventude - tendo também morado em Salvador-BA -, radicando-se, com sua família, no Rio de Janeiro (1919). Foi um dos fundadores da Academia Amazonense de Letras. Criou e dirigiu o CPT (Curso Prático de Teatro), do MEC.
Benjamin Lima escreveu as seguintes peças de teatro: O Homem que Marcha; O Homem que Ri; O Martírio de Don Juan; A Revolta do Ídolo; Venenos; O Carrasco; Boa Noite; Babilônia; O Amor e a Morte.
Crítico de teatro e cinema, colaborador em vários jornais, inicialmente em Manaus, depois no Rio de Janeiro, escreveu os seguintes ensaios de crítica literária: Esse Jorge de Lima!… (1933) e O heroísmo da ironia em Machado de Assis (1939).
Em 2003, a Editora Valer, de Manaus, reeditou a peça O homem que marcha. Em Manaus, no bairro de São Jorge, existe uma Rua Benjamin Lima.